# New Hartford (New York)
New Hartford ist eine US-amerikanische Town im Oneida County des Bundesstaats New York. Das U.S. Census Bureau hat bei der Volkszählung 2020 eine Einwohnerzahl von 21.874 ermittelt. New Hartford ist ein Vorort der Stadt Utica. Die Town New Hartford enthält ein gleichnamiges Village namens New Hartford, sowie weitere Siedlungen.

## Geschichte
New Hartford wurde im März von Jedediah Sanger erschlossen, der 1784 durch ein Feuer auf seiner Farm in Jaffrey in New Hampshire, bankrottgegangen war, in die Gegend zog. Der Name New Hartford wurde von einer Siedlerfamilie aus Hartford in Connecticut vergeben. Neununddreißig Jahre nach Sangers Ankunft wurde am 12. April 1827 die Town New Hartford gegründet, die aus der Town Whitestown hervorging. Whitestown umfasste ursprünglich den gesamten Staat New York westlich von Herkimer und wurde später in viele Countys und Städte aufgeteilt, wobei New Hartford die letzte war.

## Demografie
Nach einer Schätzung von 2019 leben in New Hartford 21.818 Menschen. Die Bevölkerung teilt sich auf in 92,2 % Weiße, 1,7 % Afroamerikaner, 0,2 % amerikanische Ureinwohner, 4,1 % Asiaten, 0,1 % Ozeanier und 1,5 % mit zwei oder mehr Ethnizitäten. Hispanics oder Latinos aller Ethnien machten 2,0 % der Bevölkerung aus. Das mittlere Haushaltseinkommen lag 2019 bei 67.056 US-Dollar und die Armutsquote bei 5,5 %.

## Persönlichkeiten
- Claudia Tenney (* 1961), Politikerin
- Joel de la Fuente (* 1969), Schauspieler
- Joe Bonamassa (* 1977), Bluesmusiker
- Mike Zalewski (* 1992), Eishockeyspieler